# Stanisław Stec
Stanisław Stec (* 22. März 1941 in Jazowsko) ist ein polnischer Politiker, seit 1993 Abgeordneter des Sejm in der II., III., IV. und VI. Wahlperiode und ein ehemaliger Staatssekretär im Finanzministerium. 
Er beendete sein Jurastudium an der Fakultät für Rechtswissenschaften und Verwaltung der Adam-Mickiewicz-Universität Posen. Bis 1999 war er Mitglied der Socjaldemokracja Rzeczypospolitej Polskiej (Sozialdemokratie der Republik Polen – SdRP), danach trat er in den Sojusz Lewicy Demokratycznej (Bund der Demokratischen Linken – SLD) ein.
Bis zur Mitte der 1990er Jahre war er Direktor einer Genossenschaftlichen Landwirtschaftsproduktion. Bei den Parlamentswahlen 1993, 1997, 2001 und 2005 errang er über die Liste der SLD ein Abgeordnetenmandat im Sejm. Von Oktober 2001 bis zum 21. November 2005 war er Staatssekretär im Ministerium der Finanzen.
Bei den Parlamentswahlen 2007 wurde er mit 10.908 Stimmen über die Liste der Lewica i Demokraci (Linke und Demokraten – LiD) für den Wahlkreis Piła erneut in den Sejm gewählt. Er ist sitzt in den Sejm-Kommissionen für Landwirtschaft sowie öffentliche Finanzen.
Seit dem 22. April 2008 ist er Mitglied der neu gegründeten Fraktion Lewica.
Im Mai 1998 wurde er Ehrenbürger von Grodzisk Wielkopolski.